# Никола Рибаров
Никола Илиев Рибаров е български офицер, генерал-лейтенант от пехотата, началник 3-та пехотна балканска дивизия през Първата световна война, български военачалник, участвал в сраженията и в планирането на операциите на Македонския фронт по време на Първата световна война (1914 – 1918).

## Биография
Никола Рибаров е роден на 1 май 1859 г. Постъпва на военна служба на 8 април 1878 г. като войник от първия набор на българското опълчение. През 1880 г. завършва Военното на Негово Княжеско Височество училище с 2-ри випуск, на 30 август 1880 г. е произведен в чин подпоручик и зачислен във Видинския укрепен пункт. На 30 август 1883 е произведен в чин поручик и служи в Силистренска № 24 пеша дружина.

### Сръбско-българска война (1885)
По време на Сръбско-българската война (1885) е завеждащ домакинството в 5-и пехотен дунавски полк, организира прехвърлянето на войските към Сливница и се сражава при Пирот в състава на пионерната дружина. Произведен е в чин капитан на 24 март 1886 г. През есента на 1886 г. е назначен за ротен командир в 23-та пехотна Казанлъшка дружина. Служи в 23-ти пехотен Шипченски полк, след неговото формиране на 10 януари 1889 г. Произведен е в чин майор през 1890 г. Произведен е в чин подполковник през 1894 г. Назначен за командир на дружина в Пионерната бригада в София. Произведен е в чин полковник на 2 май 1902 г. Последователно командва 5-и Дунавски, 10-и Родопски и 4-ти Плевенски пехотни полкове. През 1904 г. е назначен за командир на 3-ти Бдински пехотен полк. През 1907 г. е назначен за командир на 2-ра бригада от 3-та пехотна Балканска дивизия в Ямбол.

### Балкански войни (1912 – 1913)
По време на Балканската война (1912 – 1913) командва 2-ра бригада от 3-та пехотна балканска дивизия (29-и Ямболски и 32-ри Загорски пехотни полкове) се сражава срещу турците при Бос-Тепе, Мураджилер, Мурачлъ, Кайпа, Таушан-Куруджукьой, при превземането на форта Илери Табия на Чаталджанската позиция (4 – 5 ноември 1912 г.) и при превземането на Одринската крепост в боевете за укрепленията Сапунджилар, Пачиджилар и фортовете Илдъз-Табия и Каик-Табия (12 – 13 март 1913 г.). През Междусъюзническата война (1913) се сражава срещу гръцките дивизии при река Галик, на Кукушката позиция (19 – 21 юни 1913 г.), при Демир Хисар, Рупелското дефиле, Петрич и Градешница (8 – 14 юли 1913 г.) През 1914 г. е назначен за началник на 3-та пехотна Балканска дивизия.

### Първа световна война (1915 – 1918)
По време на Първата световна война (1914 – 1918) през есента на 1915 г., полковете на неговата дивизия се сражават срещу сърбите при Крива Паланка, Страцин, Скопие, Суха Река, Дренова глава, Кукавица планина, Призрен, Прищина и Дяково. През 1916 г., по време на настъплението срещу Лерин и Чеган (17 – 27 август 1916 г.), 3-та Балканска дивизия настъпва срещу сръбските и френските позиции в Мъгленската котловина и води боеве при Сброско, Пожар, Ковил, Пожарски рид, Баховски рид, Мала Рупа. Произведен е в чин генерал-лейтенант на 20 май 1917 г. 3-та Балканска дивизия остава на позиция по върховете на Нидже и Кожух до края на войната през 1918 г. След края на войната е командир на 9-а пехотна Плевенска дивизия. През 1919 г. излиза в запаса.
От 5 август 1920 г. е прехвърлен на щат в опълчението. Уволнен е от действителна военна служба на 28 април 1921 г. Умира на 5 февруари 1927 г. в София.

## Семейство
Баща му се казва Илия Стоянов (търговец – ангросист), а майка му е гъркинята Киракица. Има седем братя и сестри – Иван, Парашкев, Юрдан, Стефан, Тодорица, Милана и Мария. Никола Рибаров е женен за Маргьола Касабова и има двама сина и дъщеря: Диаманд – инженер, Илия – лекар в Париж и дъщеря Мара.

## Военни звания
- Подпоручик (30 август 1880)
- Поручик (30 август 1883)
- Капитан (24 март 1886)
- Майор (2 август 1890)
- Подполковник (1894)
- Полковник (2 май 1902)
- Генерал-майор (1 януари 1914)
- Генерал-лейтенант (20 май 1917)

## Награди
- Военен орден „За храброст“ II и III степен 2 клас
- Орден Св. Александър III степен с мечове по средата, V степен без мечове
- Народен орден „За военна заслуга“ IV степен на военна лента
- Орден „За заслуга“ на обикновена лента